# Benjamin Disraeli
Benjamin Disraeli, Bá tước thứ 1 xứ Beaconsfield, KG, PC, FRS (1804 – 1881) là một chính trị gia người Anh thuộc Đảng Bảo thủ, từng hai lần giữ chức Thủ tướng Vương quốc Anh. Ông đóng vai trò trung tâm trong việc thành lập Đảng Bảo thủ hiện đại, xác định các chính sách và phạm vi rộng của nó. Disraeli được nhớ đến vì tiếng nói có ảnh hưởng trong các vấn đề thế giới, các trận chiến chính trị của ông với nhà lãnh đạo Đảng Tự do William Ewart Gladstone và chủ nghĩa bảo thủ một dân tộc hay "dân chủ Tory".
Ông góp phần đưa đảng Bảo thủ trở thành Đảng được xác định rõ nhất với vinh quang và quyền lực của Đế quốc Anh. Ông là thủ tướng duy nhất của Anh là người gốc Do Thái. Ông cũng là một tiểu thuyết gia, xuất bản các tác phẩm hư cấu ngay cả khi là thủ tướng.
Disraeli được sinh ra ở Bloomsbury, sau đó là một phần của quận Middlesex ở đông nam nước Anh. Cha ông đã từ bỏ Do Thái giáo sau một cuộc tranh cãi tại giáo đường Do Thái; cậu bé Benjamin theo Anh giáo khi mới 12 tuổi.
Sau nhiều nỗ lực không thành công, Disraeli đã bước chân vào Hạ viện năm 1837. Năm 1846, Thủ tướng lúc đó là Ngài Robert Peel, đã chia rẽ đảng vì đề nghị bãi bỏ Đạo luật hạn chế nhập khẩu ngô vào nước Anh, trong đó liên quan đến việc chấm dứt thuế quan đối với ngũ cốc nhập khẩu. Disraeli đụng độ với Peel trong Hạ viện. Disraeli đã trở thành một nhân vật quan trọng trong đảng.
Khi lãnh đạo đảng là Edward George Geoffrey Smith-Stanley, Bá tước thứ 14 của Derby ba lần thành lập chính phủ vào những năm 1850 và 1860, Disraeli đảm nhiệm các vị trí Bộ trưởng Tài chính và Lãnh đạo của Hạ viện Vương quốc Anh.
Sau khi Bá tước xứ Derby nghỉ hưu năm 1868, Disraeli trở thành Thủ tướng một thời gian ngắn trước khi thất bại trong cuộc tổng tuyển cử năm đó. Ông trở lại phe Đối lập, trước khi lãnh đạo đảng giành được đa số trong cuộc tổng tuyển cử năm 1874. Disraeli duy trì tình bạn thân thiết với nữ hoàng Victoria của Anh, người vào năm 1876 đã bổ nhiệm ông là Bá tước Beaconsfield. Nhiệm kỳ thứ hai của Disraeli được thống trị bởi Câu hỏi phương Đông-sự suy tàn chậm chạp của Đế chế Ottoman và mong muốn của các cường quốc châu Âu khác, chẳng hạn như Nga, đạt được với cái giá phải trả. Disraeli đã sắp xếp để người Anh thu được một lợi ích quan trọng trong Công ty Kênh đào Suez ở Ai Cập. Năm 1878, trước những chiến thắng của Nga trước quân Ottoman, ông đã có những hoạt động tại Đại hội Berlin để đạt được hòa bình ở vùng Balkan theo những điều kiện có lợi cho Anh và bất lợi cho Nga, kẻ thù truyền kiếp của họ. Chiến thắng ngoại giao này trước Nga đã giúp Disraeli trở thành một trong những chính khách hàng đầu của châu Âu.
Các sự kiện thế giới sau đó đã chống lại đảng Bảo thủ. Các cuộc chiến tranh gây tranh cãi ở Afghanistan và Nam Phi làm suy yếu sự ủng hộ của công chúng. Ông đã khiến nông dân Anh nổi giận bằng việc từ chối khôi phục Đạo luật hạn chế nhập khẩu ngô vào Anh Quốc (Corn Law) để đối phó với vụ mùa nghèo và ngũ cốc nhập khẩu giá rẻ. Đạo luật này gồm các loại hình thuế quan và các hạn chế thương mại khác đối với thực phẩm nhập khẩu và ngô được thực thi ở Vương quốc Anh từ năm 1815 đến năm 1846. Từ "Corn" trong Tiếng Anh Anh biểu thị tất cả các loại hạt ngũ cốc, bao gồm lúa mì, yến mạch và lúa mạch.
Với việc Gladstone tiến hành một chiến dịch phát biểu quy mô lớn, Đảng Tự do của ông đã đánh bại Đảng Bảo thủ của Disraeli tại cuộc tổng tuyển cử năm 1880. Trong những tháng cuối cùng của mình, Disraeli đã lãnh đạo đảng Bảo thủ của phe đối lập.
Ngoài ra ông còn có sự nghiệp viết tiểu thuyết trải dài bắt đầu từ năm 1826 và ông đã xuất bản cuốn tiểu thuyết Endymion hoàn chỉnh cuối cùng của mình ngay trước khi qua đời ở tuổi 76.

## Tiểu sử

### Thời thơ ấu
Disraeli sinh ngày 21 tháng 12 năm 1804 tại số 6 đường King's Road, Bedford Row, Bloomsbury, London. Ông sinh ra là con thứ hai trong gia đình và là con trai đầu tiên của ông Isaac D'Israeli, một nhà phê bình và sử gia văn học và bà Maria (Miriam), nhũ danh Basevi.
Gia đình đến từ nước Ý, gốc Do Thái Sephardi, nền tảng làm nghề buôn bán (gốc Ý-Do Thái). Cả ông nội và ông ngoại của Disraeli đều sinh ra tại Ý; Ông nội là thương nhân Benjamin D'Israeli, chuyển từ Venice sang Anh năm 1748. Bà nội của Disraeli tên Sarah Shiprut de Gabay Villareal là vợ thứ hai. Ông ngoại là Naphtali Basevi từ Verona, định cư tại London năm 1762. Ông kết hôn với Rebecca Rieti năm 1767. Bà này sinh ra ở Anh, con gái của Sarah Cardoso và cháu gái của Jacob Aboab Cardoso, người đã được sinh ra ở London (từ đời này, nhà Disraeli đã có bốn thế hệ được sinh ra ở Anh 
Disraeli sau đó đã lãng mạn hóa nguồn gốc của mình, tuyên bố gia đình của cha mình là người gốc Tây Ban Nha và người Venice; thật ra dòng dõi của ông Isaac không có sự khác biệt lớn, nhưng về bên ngoại của Disrael, mà ông không hứng thú, có một số bậc tiền bối vang dang gồm gia tộc Rothschild và Isaac Cardoso.
Các nhà sử học khác nhau bàn về động cơ của Disrael khi viết lại lịch sử gia đình của mình: Bernard Glassman lập luận rằng nó nhằm mục đích mang lại cho ông địa vị tương đương với giới cầm quyền của nước Anh; Sarah Bradford tin rằng "việc ông không thích sự tầm thương khiến ông ta không cho phép mình chấp nhận thực tế dõng dõi thực sự lại là tầng lớp trung lưu và nhiều tranh đấu".

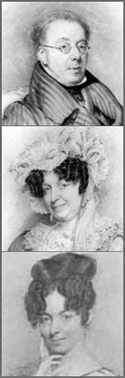
Cha mẹ và chị gái của Disraeli

Các anh chị em là Sarah (1802-1859), Naphtali (sinh ra và mất năm 1807), Ralph (1809-1898) và James ("Jem") (1813-1868). Ông thân thiết với em gái nhưng xa cách hơn với những người anh em còn sống. Chi tiết về thời đi học của ông còn sơ sài. Từ năm 6 tuổi, ông là học sinh nội trú ở Islington tại một trường tư do giáo viên tự mở tại nhà, một trong những người viết tiểu sử đã mô tả là "một cơ sở dạy học cao cấp" vào thời đó.
Hai năm sau, khoảng đó, ngày chính xác vẫn chưa được xác định, ông được gửi đến học nội trú đến trường St Piran của Rev John Potticary tại Blackheath, London. Trong thời gian đó, các sự kiện trong gia đình đã thay đổi quá trình giáo dục của Disrael và cả cuộc đời ông: người cha từ bỏ đạo Do Thái và bốn đứa trẻ được rửa tội vào Nhà thờ Anh quốc vào tháng 7 và tháng 8 năm 1817.
Người cha chưa bao giờ coi trọng tôn giáo, nhưng vẫn là một thành viên phù hợp của Bevis Marks Synagogue. Ông nội là một thành viên nổi bật và sùng đạo; có lẽ vì tôn trọng cha mà ông Isaac đã không rời đi khi rút khỏi chính quyền giáo đường năm 1813. Sau khi ông nội qua đời 1816, người cha cảm thấy thoải mái rời khỏi giáo đoàn sau cuộc tranh cãi thứ hai.
Ông Sharon Turner là một người bạn làm nghề luật sư, đã thuyết phục ông Issac rằng mặc dù ông có thể thoải mái không bị ràng buộc với bất kỳ tôn giáo chính thức nào, những sẽ là bất lợi cho bọn trẻ nếu chúng không thuộc tôn giáo nào. Ông Turner nhận làm cha đỡ đầu khi Benjamin được rửa tội, ở tuổi mười hai, vào ngày 31 tháng 7 năm 1817.
Việc chuyển sang Cơ đốc giáo cho phép Disraeli suy nghĩ tới một sự nghiệp trong chính trị. Nước Anh vào đầu thế kỷ XIX không phải là một xã hội bài trừ Do Thái quá mức, đã từng có các Thành viên Nghị viện (nghị sĩ) từ các gia đình Do Thái kể từ Samson Gideon vào năm 1770.
Nhưng cho đến năm 1858, các nghị sĩ được yêu cầu phải tuyên thệ trung thành "về đức tin thực sự của một Cơ đốc nhân", ít nhất là chuyển đạo trên danh nghĩa. Người ta không biết liệu Disraeli có hình thành bất kỳ tham vọng nào cho sự nghiệp nghị viện vào thời điểm rửa tội hay không, nhưng không nghi ngờ gì về việc ông cay đắng hối hận về quyết định của cha mẹ đã không gửi mình đến Winchester College. Đây một trong những ngôi trường công lớn tại Anh. Winchester là xuất phát điểm của giới tinh hoa chính trị. Hai em trai của anh đã được gửi đến đó, và không rõ tại sao ông Isaac D'Israeli lại chọn gửi con trai lớn của mình đến một trường học kém uy tín hơn nhiều. Cậu thiếu niên đã quy trách nhiệm cho mẹ mình về quyết định này; Bradford suy đoán rằng "Sức khỏe yếu của Benjamin và có thể liên quan tới vẻ ngoài đậm chất Do Thái của cậu."
Ngôi trường gia đình chọn cho cậu được điều hành bởi Eliezer Cogan nằm tại Higham Hill ở Walthamstow. Cậu bắt đầu vào từ học kỳ mùa thu năm 1817; sau này ông hồi tưởng lại việc học của mình:
Tôi đã học ở trường dưới sự giảng dạy của Revd. Dr Cogan, một học giả nổi tiếng của Hy Lạp, người đã đóng góp các ghi chú về Aeschylus của nhà thần học Blomfield, & chính ông là người biên tập các bài thơ theo thuyết ngộ đạo Hy Lạp. Sau này tôi học với gia sư riêng tại Hạt của mình, & sự học của tôi rất cổ điển. Quá nhiều thứ vậy; trong niềm kiêu hãnh với sự thông thái rất đỗi trẻ con, tôi đã chỉnh sửa bài thơ đồng quê tiếng Indonesia của Theocritus, được in riêng. Đây là công trình đầu tiên c ủa tôi: một nhà giáo trẻ con.

### Những năm 1820
Vào tháng 11 năm 1821, ngay trước sinh nhật thứ mười bảy của mình, theo ghi chép lại, Disraeli đã làm nhân viên tại công ty của các luật sư—Swain, Stevens, Maples, Pearse và Hunt—tại thành phố London. T F Maples không chỉ là ông chủ của Disraeli, người bạn của cha ông, mà còn là người cha vợ tương lai của anh: Isaac và Maples đã từng nói về khả năng cô con gái duy nhất của ông Maples có thể sẽ phù hợp với Benjamin. Một tình bạn phát triển, nhưng không lãng mạn. Công ty có một doanh nghiệp lớn và có lợi nhuận, và như người viết tiểu sử R W Davis nhận xét, nhân viên bán hàng là "vị trí an toàn, đáng kính mà nhiều người cha mơ ước cho con cái họ".
Mặc dù các nhà viết tiểu sử bao gồm Robert Blake và Bradford nhận xét rằng một vị trí như vậy không phù hợp với bản chất lãng mạn và đầy tham vọng của Disrael, theo ghi chép ông đã khiến ông chủ vừa lòng và sau đó tuyên bố đã nhận được thương thảo tốt trong thời gian tại công ty. Ông nhớ lại: "Tôi đã có một số do dự, thậm chí sau đó tôi đã mơ về Quốc hội. Điệp khúc của cha tôi luôn là Philip Carteret Webb, là luật sư nổi tiếng nhất trong thời thơ ấu của tôi và là một nghị sĩ. Sẽ là sai lầm khi cho rằng khoảng thời gian hai năm hoặc hơn thế nữa tôi ở trong văn phòng đã bị lãng phí. Tôi thường nghĩ ngược lại nhiều hơn, mặc dù tôi thường hối tiếc về Đại học."

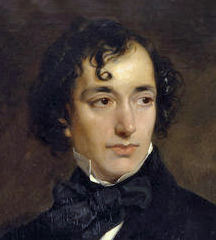
Disraeli khi còn là một chàng trai trẻ, một bức chân dung hồi tưởng được vẽ vào năm 1852

Một năm sau khi gia nhập công ty của Maples, Benjamin đã đổi họ của mình từ D'Israeli thành Disraeli. Lý do ông làm vậy vẫn chưa rõ, nhưng nhà viết tiểu sử Bernard Glassman phỏng đoán rằng đó là để tránh bị nhầm lẫn với cha mình. Chị gái và anh em của Disraeli đã tiếp nhận họ mới này; Ông Isaac và vợ vẫn giữ được họ cũ.
Disraeli đi du lịch Bỉ và Thung lũng sông Rhine cùng cha vào mùa hè năm 1824; Sau đó, ông đã viết rằng chính trong khi đi du lịch trên sông Rhine, ông đã quyết định từ bỏ vị trí của mình: "Tôi xác định khi bước xuống những vùng nước huyền diệu đó tôi sẽ không trở thành một luật sư.""
Khi trở về Anh, ông quyết định rời khỏi hãng luật, theo gợi ý của ôgn Maples,với mục đích đủ điều kiện làm luật sư. Benjamin đăng ký làm sinh viên tại Lincoln's Inn và tham gia các văn phòng sự vụ của người chú là Nathaniel Basevy, tiếp đó là văn phòng của Benjamin Austen, người đã thuyết phục ông Isaac rằng con trai ông sẽ không bao giờ trở thành luật sư và hãy cho phép con ông theo đuổi sự nghiệp văn chương. Ông đã có một khởi đầu ngập ngừng: vào tháng 5 năm 1824, ông đã gửi một bản thảo cho bạn của cha mình, nhà xuất bản John Murray, nhưng đã rút nó trước khi Murray có thể quyết định có công bố hay không. Được giải thoát khỏi luật pháp, Disraeli đã làm một số việc cho Murray, nhưng dồn phần lớn sự chú ý vào giao dịch đầu cơ trên sàn giao dịch chứng khoán chứ không phải văn học.
Thời gian này là lúc bùng nổ cổ phần trong các công ty khai thác Nam Mỹ. Tây Ban Nha đã mất các thuộc địa Nam Mỹ khi đối mặt với những cuộc nổi loạn. Trước sự thúc giục của George Canning, chính phủ Anh đã công nhận các chính phủ độc lập mới của Argentina (1824), Colombia và Mexico (cả năm 1825). Không có tiền riêng, Disraeli đã vay tiền để đầu tư. Ông đã tham gia với nhà tài chính John Diston Powles, nổi bật trong số những người khuyến khích sự bùng nổ khai thác. Trong năm 1825, Disraeli đã viết ba bài luận ngắn giấu tên cho Powles, quảng bá cho các công ty. Những bài luận này được xuất bản bởi John Murray, người đầu tư rất nhiều vào sự bùng nổ.
Trong một thời gian, ông Murray đã có tham vọng lập ra một tờ tin tức buổi sáng để cạnh tranh với The Times. Năm 1825, Disraeli đã thuyết phục ông rằng ông nên tiếp tục. Tiêu đề của tờ báo mới The Representative, quảng bá cho các khu mỏ và những chính trị gia đã hỗ trợ họ, đặc biệt là Canning. Disraeli đã gây ấn tượng với Murray bằng năng lực và cam kết của bản thân với dự án, nhưng Benjamin đã thất bại trong nhiệm vụ chính của là thuyết phục nhà văn nổi tiếng làm biên tập. Sau đó, ảnh hưởng của Disrael đối với ông Murray giảm dần, và với sự phẫn nộ thì đã bị xếp bên lề trong các vấn đề của báo. Bài báo chỉ tồn tại được sáu tháng, một phần vì bong bóng thị trường chứng khoán đã nổ vào cuối năm 1825, và một phần vì, theo Blake, bài báo đã bị "biên tập tàn bạo", và sẽ thất bại bất kể lý do nào.
Sự bùng nổ của bong bóng khai thác mỏ gây tổn thất đối với Disraeli. Đến tháng 6 năm 1825, ông và các đối tác kinh doanh của mình đã mất 7.000 bảng. Và Disraeli không thể trả hết khoản nợ cuối cùng của mình từ thất bại này cho đến năm 1849. Benjamin chuyển sang viết lách, một phần thúc đẩy bởi nhu cầu kiếm tiền một cách vô vọng, và một phần vì muốn trả thù Murray và những người mà ông cảm thấy mình bị xem thường. Có một sự thịnh hành cho cái được gọi là những tiểu thuyết "thời thượng" mô tả cuộc sống quý tộc, thường là của các tác giả ẩn danh, được các tầng lớp trung lưu khao khát đọc. Tiểu thuyết đầu tay của Disraeli có tên Vivian Grey, được xuất bản giấu tên gồm bốn tập vào năm 1826–27, kể lại những câu chuyện được che đậy mong manh về The Representative. Tác phẩm bán rất chạy, nhưng tạo ra sự công kích với giới có thế lực khi thông tin tác giả bị phát hiện. Disraeli khi đó mới 23 tuổi chưa bước chân vào giới thượng lưu nên nhiều lỗi văn phạm xuất hiện trong tác phẩm này. Những nhà phê bình đã chỉ trích gay gắt về những căn cứ của cả tác giả và cuốn sách. Hơn nữa, Murray và Lockhart, những người có ảnh hưởng lớn trong giới văn học, tin rằng Disraeli đã trêu chọc họ và lạm dụng sự tự tin của họ, một lời buộc tội bị tác giả phủ nhận nhưng được lặp lại bởi nhiều người viết tiểu sử của ông. Trong các ấn bản sau, Disraeli đã thực hiện nhiều thay đổi, làm dịu đi sự châm biếm của mình, nhưng thiệt hại cho danh tiếng của anh ta đã được chứng minh lâu dài.
Nhà viết tiểu sử của Disrael là Jonathan Parry viết rằng thất bại tài chính và những lời chỉ trích mang tính cá nhân mà Disraeli phải chịu vào năm 1825 và 1826 có lẽ là nguyên nhân dẫn đến một cuộc khủng hoảng tinh thần nghiêm trọng ảnh hưởng cho ông trong bốn năm sau đó: "Bản chất ông ta luôn ủ rũ, nhạy cảm và cô độc.nhưng bây giờ đã trở thành trầm cảm nặng và thờ ơ." Bejamin vẫn sống với bố mẹ ở London, nhưng để tìm kiếm "sự thay đổi không khí" theo đề nghị bởi các bác sĩ của gia đình, ông Isaac đã chọn một ngôi nhà thừa kế tại Anh gần bờ biển, trước khi Disraeli tìm kiếm những chân trời rộng lớn hơn.

### Works, Gutenberg Version
- Vivian Grey tại Dự án Gutenberg
- Popanilla tại Dự án Gutenberg
- The Rise of Iskander tại Dự án Gutenberg
- Venetia tại Dự án Gutenberg
- The Tragedy of Count Alarcos tại Dự án Gutenberg
- Coningsby tại Dự án Gutenberg
- Sybil or, The Two Nations tại Dự án Gutenberg
- Tancred tại Dự án Gutenberg
- Lothair tại Dự án Gutenberg
- Endymion tại Dự án Gutenberg